# Дуань Цижуй
Дуань Цижу́й (кит. 段祺瑞, пиньинь Duàn Qíruì; 6 марта 1865, уезд Хэфэй, провинция Аньхой, Цинская империя — 2 ноября 1936, Шанхай, Китайская республика) — китайский военачальник и политический деятель.

## Биография
Родился в 1865 году в уезде Хэфэй провинции Аньхой (сейчас эти места находятся на территории уезда Фэйси). В 1885 году поступил в военную академию в Тяньцзине, которую окончил в 1889 году. После выпуска был отправлен в Люйшунь для наблюдения за строительством укреплений. Изучал военное дело в Германии, после возвращения в Китай преподавал в военной академии в Вэйхае. В 1896 году был назначен Юань Шикаем начальником артиллерии армии, стал ближайшим помощником Юань Шикая.
С 1912 года — военный министр в правительстве Юань Шикая. В 1916—1918 годах — премьер-министр. 14 августа 1917 года объявил о вступлении Китая в первую мировую войну на стороне Антанты.
После смерти Юань Шикая возглавил Аньхойскую клику. Занимал прояпонскую позицию. В конце 1918 года был вынужден уйти в отставку под давлением западных держав, не желавших усиления японского влияния в Китае, а в 1920 году изгнан из Пекина чжилийской кликой милитаристов. Бежал в японскую концессию в Тяньцзине. Получал доходы от сдачи в аренду принадлежавших ему домов.
В 1924 году после переворота в Пекине снова возглавил правительство по соглашению между Чжаном Цзолинем и Фэн Юйсяном как нейтральная фигура. Отдал приказ о разгоне мирной антиимпериалистической демонстрации, приведший к «бойне 18 марта».
Летом 1926 года отошёл от политической деятельности. Бежал в Тяньцзинь, а затем в Шанхай. Умер в Шанхае в 1936 году.

## Личные качества
Дуань Цижуй был известен как игрок в го. Дуань был убеждённым буддистом, каждое утро молился в небольшом храме, построенном у себя дома, посещал буддистские храмы.